# Easter egg
A húsvétitojás-gyűjtés hagyományának alapján a húsvéti tojások vagy angol nevükön Easter eggek rejtett üzenetek vagy funkciók, melyeket filmekben, DVD-ken, könyvekben, videójátékokban vagy CD-ken találhatunk meg.

## Digitális húsvéti tojások
A számítástechnikában húsvéti tojásoknak nevezzük az olyan üzeneteket, grafikákat, hanghatásokat vagy a program viselkedésének szokatlan változását, melyeket viccként vagy a program készítőinek felsorolásáért helyeztek el. Ezek akkor jelennek meg, amikor a felhasználó bizonyos nem dokumentált parancsot ad ki, egérkattintást, billentyűparancsot vagy egyéb hasonló cselekvést hajt végre. A húsvéti tojás kifejezés egy korábbi jelentése az olyan rejtett üzenetekre volt értendő, melyeket a program kódjában helyeztek el viccként az olyan emberek számára, akik visszafordították vagy böngészték a kódot.
Egy közismert húsvéti tojást találhatunk néhány Unix operációs rendszerben: a „make love” („szeretkezz”) parancsra a „not war?” („ne háborúzz?”) üzenettel reagál („make love – not war” – az amerikai békemozgalmak legismertebb szlogenje). Az eredeti (szervizcsomag nélküli) Microsoft Excel 2000-ben van egy jól ismert autóverseny-játék. A Palm OS rendszerben jól rejtett animációk és más meglepetések találhatók.
Míg nagyon sok számítógépes húsvéti tojást találnak a szoftverekben, néha a hardverekben vagy bizonyos eszközök belső vezérlőprogramjában is megjelenhetnek. Néhány személyi számítógépben a BIOS ROM is tartalmaz húsvéti tojásokat. A hardveres tojásokra talán az egyik leghíresebb példa a HP ScanJet 5p lapolvasó, mely – ha különleges módon kapcsoljuk be – az Örömódát játssza el a léptetőmotor előadásában; a különböző hangokat a motor sebességének változtatása adja.
Rendkívül megdobta a Sztaki-szótár honlapjának népszerűségét az az e-mail, amely a „this message can only be viewed in HTML” mondat kikeresésére hívta fel olvasóit, eredményül azonban a tényleges jelentéstől („ez az üzenet csak HTML-ben tekinthető meg”) számottevően eltérő fordítást adott.
Írjuk be a Firefox címsorába: „about:Mozilla”, ekkor Mozilla könyvéből különböző idézeteket, vagy történeteket olvashatunk.

## Videójátékos húsvéti tojások
A számítógépes játékokban és más videójátékokban lévő húsvéti tojások különböznek a csalás kódoktól, melyekkel csalni lehet (például lásd: Aknakereső). Az első ismert videójáték, melyben húsvéti tojás található a klasszikus Atari játék, az Adventure, melyben az egyik tervező neve jelenik meg, ha a játékos egy bizonyos tárgyat egy bizonyos helyen használ a játékban. Egy újabb példa említéséért a Grand Theft Auto: Vice City játékban egy alapvetően elérhetetlen felhőkarcolóban egy felsőbb emeleten ráakadunk egy húsvéti tojásra – szó szerint.

## Filmes húsvéti tojások
Főleg a DVD-k népszerűvé válása óta a húsvéti tojások a filmek világába is belopództak.

### DVD-funkciók
Példa erre A mélység titka című film DVD-je, melyen legalább kilenc húsvéti tojás fedezhető fel, köztük legalább három különböző bemutatója A bolygó neve: Halál című és kettő a Két tűz között című filmnek (mindkettő szintén James Cameron-film).
Egyre több DVD-n találhatók húsvéti tojások, bár néhányukat a dobozon is feltüntetik. Ezeket ezért néha nem nevezzük valódi húsvéti tojásnak (ugyanis a húsvéti tojások alapfeltétele a dokumentálatlanság).

### Filmbeli húsvéti tojások
Viszont gyakran magukban a filmekben is elhelyeznek nehezen észrevehető apróságokat vagy olyanokat, melyeket csak a rajongók és odafigyelők érthetnek meg. A legtöbb filmbeli tojás utalás a készítőre vagy annak egy másik művére. Jó példa erre az Ace Ventura: Állati nyomozó című filmben az elmegyógyintézet neve: „Shady Acres” („Bolondföld”), amely a rendező, Tom Shadyac nevével való játék. Ide sorolhatóak az ún. cameo-szerepek is; melyekben a film szerzői vagy más, közismert személyek rövid időre személyesen is megjelennek: a "2001: Űrodüsszeia" című filmben például a szovjet pártfőtitkárt maga Stanley Kubrick játssza; a Kedvencek temetője című horrorfilmben pedig maga a forgatókönyvíró, Stephen King tűnik fel néhány másodpercre egy pap szerepében.

## CD-s húsvéti tojások
Néhány CD-n találhatunk rejtett funkciókat, melyeket húsvéti tojásnak is nevezhetünk. Például olyan számítógépes képernyőkímélőket, melyet csak akkor érhetők el, ha a CD-t egy CD-ROM-meghajtóban játsszuk le. Ezen kívül gyakoriak a rejtett zeneszámok, melyeket a lemez vége után tesznek fel. Példa erre a The World According to Gessle című album a Roxette együttes Per Gessle tagjától: a lemez végén egy felsorolatlan akusztikus változatát hallhatjuk a „Kix”-nek, Elvis-stílusban énekelve.
A Scriptum Rt. GIB 3.2-es Angol–magyar nagyszótár CD-jén (amely az Országh-szótár feldolgozása) a white címszó alatti show v. turn up the whites of one's eyes („az ég felé forgatja a szemét”) szókapcsolat stílusminősítése a várható biz („bizalmas”) helyett izebizeiz.

## Könyvbeli húsvéti tojások
Már a középkorban szokás volt olyan verseket írni, melyekben a versszakok sorainak első vagy utolsó betűi rejtett üzeneteket – például a készítő nevét vagy valamilyen viccet – tartalmaztak.
Hasonlóan ismert eset a Halász Előd által szerkesztett Német–Magyar szótárak „der Igel” (sün) címszava, mely egy meglehetősen szabadon értelmezett, a szóhoz kapcsolódó szólás ízes magyar fordítását tartalmazza.
Az Országh–Magay-féle Angol–magyar nagyszótár szerint a Manchester városnév kiejtése [ˈlɪvəˌpuːl] (900. o.).
Ezek szerepe gyakran nem csupán tréfa, hanem védelem is a plágium ellen: ha valaki egy az egyben átveszi az anyagukat, anélkül hogy értene az illető területhez, a tevékenysége könnyebben bizonyítható.
Egy makacs városi legenda szerint a Világirodalmi lexikon Muhammad Balfasról szóló szócikke is ilyen fiktív „marháskodás”, időről időre fel is melegítik a történetét (egyesek még azt is tudni vélik, kinek a tréfája volt), holott az indonéz író valóban létezik, és valóban ez a neve.
Gyakoribb a könyvekben a filmes húsvéti tojásokhoz hasonló utalás más művekre, emberekre stb.